# Cithéron (mythologie)
Pour les articles homonymes, voir Mont Cithéron et Cithaeron.
 (avril 2024).
Si vous disposez d'ouvrages ou d'articles de référence ou si vous connaissez des sites web de qualité traitant du thème abordé ici, merci de compléter l'article en donnant les références utiles à sa vérifiabilité et en les liant à la section « Notes et références ».
Dans la mythologie grecque, Cithéron ou Kithairon (en grec ancien Κιθαιρών / Kithairṓn) est un roi de Platées,.
Au temps où Zeus, amoureux de la nymphe Platée, craignait d'éveiller la jalousie d'Héra, Cithéron lui conseilla de placer près de lui son char avec une statue de femme voilée. La ruse trompa Héra : elle se rua sur la statue et lui arracha son voile. Découvrant sa méprise, elle se mit à rire et, pendant longtemps, cessa de tourmenter son mari.
Il donna son nom au mont Cithéron.